# Aliyah Abrams
Aliyah Abrams (Brooklyn, 3 aprile 1997) è una velocista guyanese, detiene il record sudamericano dei 400 metri piani.

## Biografia
Nata a Brooklyn negli Stati Uniti d'America da genitori della Guyana, ha due fratelli maggiori.
Ha partecipato ai Giochi olimpici di Rio de Janeiro 2016 e a quelli di Tokyo.

## Record nazionali
- 300 m piani indoor: 37"09 ( Louisville, 12 febbraio 2022)
- 400 m piani: 50"20 ( Freeport, 13 maggio 2023)
- 400 m piani indoor: 51"57 ( Belgrado, 18 marzo 2022)

## Progressione

### 400 metri piani
| Stagione | Misura   | Luogo        | Data      | Rank. Mond. |
| -------- | -------- | ------------ | --------- | ----------- |
| 2024     | 51"77    | New York     | 9-6-2024  |             |
| 2023     | 50"20    | Freeport     | 13-5-2023 |             |
| 2022     | 51"17    | Gainesville  | 16-4-2022 |             |
| 2021     | 51"44    | Tokyo        | 3-8-2021  |             |
| 2020     | 52"78(i) | Columbia     | 22-2-2020 |             |
| 2019     | 51"13    | Austin       | 8-6-2019  |             |
| 2018     | 52"04    | Tampa        | 25-5-2018 |             |
| 2017     | 53"39(i) | Clemson      | 10-2-2017 |             |
| 2016     | 52"04    | Tuscaloosa   | 14-5-2016 |             |
| 2015     | 53"10    | Albany       | 9-5-2015  |             |
| 2014     | 54"47    | Albany       | 3-5-2014  |             |
| 2013     | 55"80    | Winter Park  | 7-7-2013  |             |
| 2012     | 53"73    | Newport News | 8-7-2012  |             |
| 2011     | 55"31    | Hoschton     | 7-7-2011  |             |

## Palmarès
| Anno | Manifestazione          | Sede              | Evento        | Risultato  | Prestazione | Note        |
| ---- | ----------------------- | ----------------- | ------------- | ---------- | ----------- | ----------- |
| 2016 | Giochi olimpici         | Rio de Janeiro    | 400 m piani   | Batteria   | 52"79       |             |
| 2019 | Giochi panamericani     | Lima              | 400 m piani   | 7ª         | 52"63       |             |
| 2019 | Mondiali                | Doha              | 400 m piani   | Semifinale | 51"71       |             |
| 2021 | Olimpiade               | Tokyo             | 400 m piani   | Semifinale | 51"46       | [ 4 ]       |
| 2022 | Mondiali indoor         | Belgrado          | 400 m piani   | 5ª         | 52"34       | [ 5 ] [ 6 ] |
| 2022 | Mondiali                | Eugene            | 400 m piani   | Semifinale | 51"79       |             |
| 2022 | Giochi del Commonwealth | Birmingham        | 400 m piani   | Semifinale | 52"82       |             |
| 2023 | Mondiali                | Budapest          | 400 m piani   | Batteria   | 51"44       | [ 7 ]       |
| 2023 | Giochi panamericani     | Santiago del Cile | 400 m piani   | 5ª         | 52"66       |             |
| 2024 | World Relays            | Nassau            | 4x400 m mista | Batteria   | 3'17"31     |             |
| 2024 | Giochi olimpici         | Parigi            | 400 m piani   | Batteria   | 51"55       |             |

## Campionati nazionali
- 2 volte campionessa nazionale guyanese dei 400 metri piani (2021, 2024)

2021
- Oro ai campionati guyanesi (Leonora), 400 metri piani - 54"51

2024
- Oro ai campionati guyanesi (Leonora), 400 metri piani - 52"04